# Kazimierz Czartoryski
Kazimierz Czartoryski, né le 4 mars 1674 à Varsovie, mort le 31 août 1741, à Varsovie, est un prince polonais, vice-échanson de Lituanie en 1699), grand trésorier de Lituanie (1707-1709), vice-chancelier de Lituanie (1712-1724), castellan de Vilnius (1724) et staroste de Krzemieniec, Velij et Uświat (pl).

## Biographie
Il est le fils de Michał Jerzy Czartoryski et de Joanna Weronika Olędzka.
En 1697, il soutient la candidature de François-Louis de Bourbon-Conti pour le trône de Pologne. En 1730, il reçoit l'ordre de l'Aigle blanc.

## Mariage et descendance
En 1693, Kazimierz Czartoryski épouse Izabela Elżbieta Morsztyn (1671-1758). Avec ses sœurs Ludwika Maria et Elżbieta, elle avait reçu une éducation de base à la française chez les Visitandines de Varsovie. Izabela continua son éducation à Paris. En conséquence, elle était fortement influencée par la culture française. Probablement avait-elle l’occasion d’avoir des contacts personnels avec le monde des salons sur les bords de la Seine. Le mariage a permis à Izabela de transmettre les coutumes étrangères dans son entourage. Elle créa, la première en Pologne, un salon intellectuel, qui s’occupait aussi de politique et où les femmes pouvaient participer sans limite aux discussions. Avec le temps, Izabela Czartoryska trouva des continuatrices, comme la princesse Barbara Sanguszko.
Kazimierz et Izabela Czartoryski ont pour enfants:
- Michał Fryderyk (1696-1775)
- August Aleksander (1697-1782)
- Teodor Kazimierz (1704-1768)
- Konstancja (1695-1759), la mère du futur roi Stanisław August Poniatowski
- Ludwika Elżbieta

## Sources
- (en) Cet article est partiellement ou en totalité issu de l’article de Wikipédia en anglais intitulé « Kazimierz Czartoryski » (voir la liste des auteurs).

- (pl) Cet article est partiellement ou en totalité issu de l’article de Wikipédia en polonais intitulé « Kazimierz Czartoryski (1674-1741) » (voir la liste des auteurs).